# 小刺石鮰
小刺石鮰為輻鰭魚綱鯰形目北美鯰科石鮰屬的其中一種，分布於北美洲美國南卡羅萊納州至路易斯安那州的淡水流域，體長可達9.4公分，棲息在水質清澈、沙石混合的溪流。

## 擴展閱讀
維基物種上的相關：小刺石鮰